# Бетанкур, Ингрид
И́нгрид Бетанку́р (исп. Ingrid Betancourt Pulecio; род. 25 декабря 1961, Богота, Колумбия) — колумбийский политик, сенатор (1998—2002), кандидат в президенты страны на выборах 2002 года. Более 6 лет провела в качестве заложника ФАРК.

## Биография
Родилась в семье дипломата, представителя ЮНЕСКО во Франции и модели, победительницы колумбийского конкурса красоты.
Окончив французский лицей в Боготе, поступила в Институт политических наук в Париже.
В 1980 году познакомилась с французским дипломатом Фабрисом Деллое. Вскоре они поженились. У него уже был сын от первого брака, Ингрид же родила ещё двоих детей — дочь Мелани (1985) и сына Лоренцо (1988). Несмотря на это, вскоре супруги расстались. После развода Ингрид с детьми вернулась в Колумбию, но сохранила французское гражданство.
Второй раз она выйдет замуж в Колумбии в 1997.
С 1990 года Ингрид Бетанкур работала в министерстве финансов республики, а в 1994 стала депутатом колумбийского парламента. Была активисткой Либеральной партии, но в знак протеста против коррумпированности режима президента Эрнесто Сампера покинула её, после чего создала и возглавила экологическое движение «Зелёный кислород».
В июле 1998 года Бетанкур выигрывает выборы в сенат, набрав наибольшее число голосов среди независимых кандидатов. В 2002 году выдвинула свою кандидатуру на пост президента Колумбии. Опросы в то время давали ей всего один процент голосов.

## Захват в заложники
23 февраля 2002, во время поездки по южным районам страны, Бетанкур была захвачена в заложники национально-освободительной организацией Революционные вооружённые силы Колумбии (аббр. РВСК, исп. FARC). В числе заложников оказалась и Клара Рохас, помощница Бетанкур.
Победивший в президентской гонке (26 мая 2002 года) Альваро Урибе, а также президент Венесуэлы Уго Чавес и ряд высокопоставленных французских чиновников предпринимали усилия, чтобы освободить Бетанкур из плена.
В октябре 2007 года впервые за долгое время было обнародовано изображение заложницы — лицо Бетанкур выглядело измождённым, сама она очень исхудала. Тогда же в прессу просочилась информация о том, что у неё развивается одна из форм гепатита. Но когда в январе 2008 года благодаря усилиям Уго Чавеса из плена FARC был освобождён ряд заложников, в том числе Клара Рохас, Бетанкур среди них не оказалось.
В апреле 2008 года недавно избранный президент Франции Николя Саркози отправил в Колумбию гуманитарную миссию для освобождения Бетанкур, но снова безрезультатно.
За то время, что Бетанкур находилась в плену, её дети — сын Лоренцо и дочь Мелани — не раз участвовали в митингах в её поддержку, делали заявления для прессы. Так, в начале апреля 2008 года Лоренцо Деллое-Бетанкур выступил в эфире «Radio France International» с призывом предпринять все усилия для освобождения его матери.

### Освобождение
2 июля 2008 около полуночи по московскому времени пришла новость о том, что Ингрид Бетанкур освобождена в результате спецоперации «Шах» (фр. Opération Jaque, исп. Operación Jaque).
В 2006-2008 годах студент Габриэль Атталь, будущий премьер-министр Франции, создал в Sciences Po группу политических активистов за освобождение из многолетнего плена сенатора Ингрид Бетанкур, которая имела гражданство Франции. Атталь возглавил широкое движение активистов, которые добились, чтобы президент Франции Николя Саркози отправил в Колумбию гуманитарную миссию для освобождения Бетанкур, а после той безрезультатной миссии Атталь продолжил борьбу за освобождение заложницы. Её освобождение стало значительным политическим достижением, и сам Габриэль Атталь вместе с Ингрид Бетанкур попал на первые страницы мировых СМИ. Paris Match опубликовал статью с заголовком: Gabriel Attal: "Le jour où je rencontre Ingrid Betancourt" и фото, на котором Габриэль Атталь участвует во встрече Ингрид Бетанкур после её освобождения из шестилетнего плена в заложниках.
На пресс-конференциях, данных после освобождения, Бетанкур воздержалась от заявлений о том, в каких условиях её содержали бойцы ФАРК, а также о том, будет ли она впредь участвовать в политике. Бетанкур также призналась, что после шестилетнего нахождения в заложниках ФАРК изменила свои взгляды на Священное Писание. «Есть инструкция для счастья, и она называется Библия», — заявила И.Бетанкур на пресс-конференции.

## Награды
14 июля 2008 награждена Орденом Почётного легиона.